# Motori Moderni

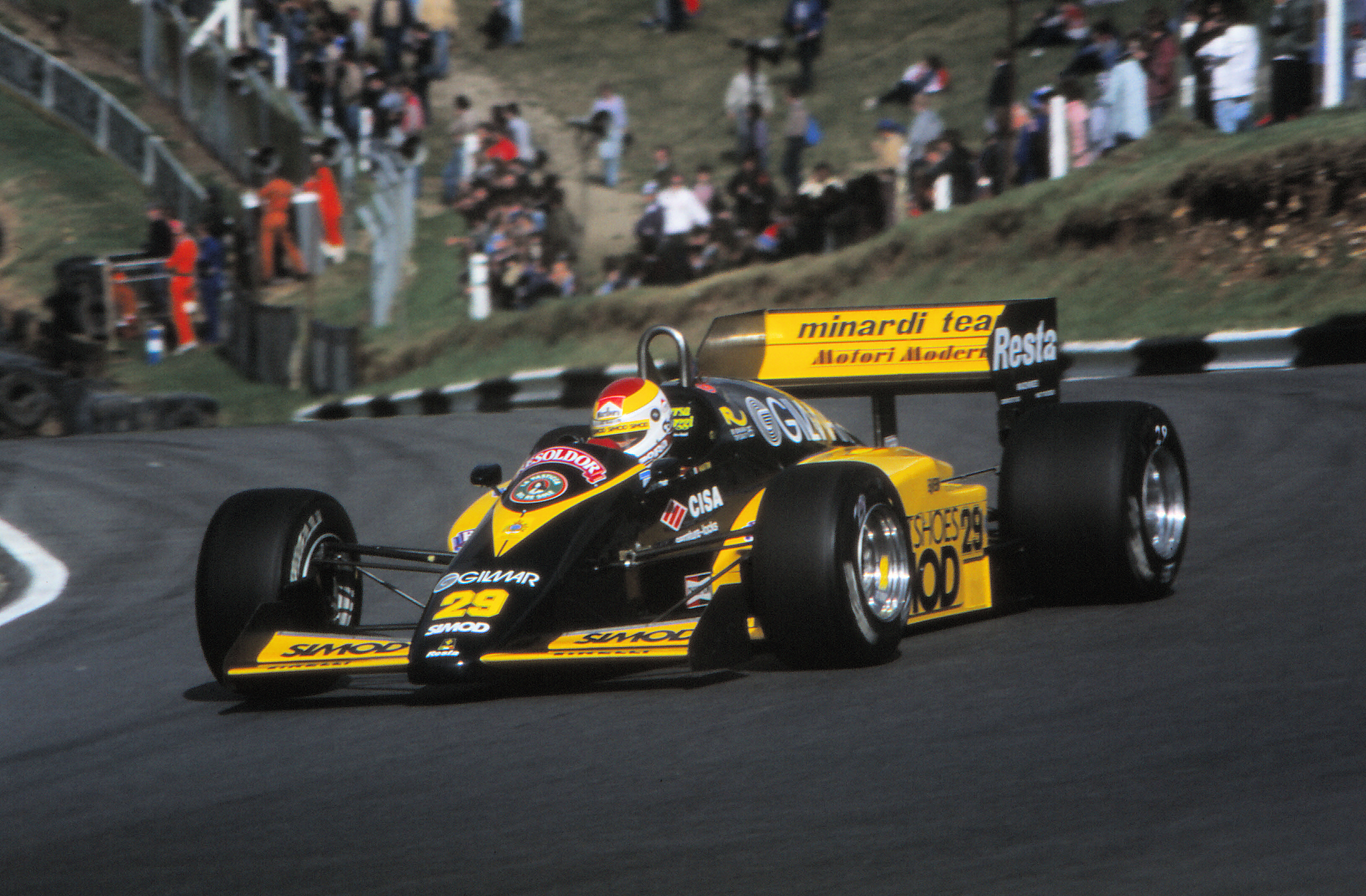
Carro com Motori Moderni - 1985

Motori Moderni foi um motor de Fórmula 1 de 1985 a 1987. Foi desenvolvido por Carlo Chiti.
| Ano  | Equipe                 | Pilotos            | # de GPs |
| ---- | ---------------------- | ------------------ | -------- |
| 1985 | Minardi-Motori Moderni | Pierluigi Martini  | 14       |
| 1986 | Minardi-Motori Moderni | Alessandro Nannini | 16       |
| 1986 | Minardi-Motori Moderni | Andrea de Cesaris  | 16       |
| 1986 | AGS-Motori Moderni     | Ivan Capelli       | 2        |
| 1987 | Minardi-Motori Moderni | Adrián Campos      | 16       |
| 1987 | Minardi-Motori Moderni | Alessandro Nannini | 16       |

Os motores Motori Moderni "Subaru" não tiveram sucesso na pré-qualificativa para um corrida de F1.